# Schutzimpfungs-Richtlinie
Die deutsche Schutzimpfungs-Richtlinie oder Richtlinie des Gemeinsamen Bundesausschusses über Schutzimpfungen nach § 20i Absatz 1 SGB V regelt gemäß § 92 Abs. 1 Satz 2 Nr. 15 des Fünften Buches Sozialgesetzbuch (SGB V) den Anspruch der Versicherten auf Leistungen für Schutzimpfungen. Dabei werden die Empfehlungen der Ständigen Impfkommission (STIKO) beim Robert Koch-Institut gemäß § 20 Abs. 2 des Infektionsschutzgesetzes (IfSG) berücksichtigt.
Die Richtlinie bestimmt auch Informations- und Aufklärungspflichten sowie die Angaben einer Impfbescheinigung.